# Henry K. Holsman
Henry Kerchner Holsman (3 czerwca 1866, Dale, Iowa – 15 maja 1963, Genoa City, Wisconsin) – amerykański architekt i producent samochodów z Chicago w stanie Illinois. 
Syn krawca Henry'ego i Lucette Kerchner Holsmanów. Ukończył architekturę na Grinnell College w Grinnell, Iowa. Przez 65 lat kariery zawodowej zaprojektował m.in.  przeszło 1000 prywatnych domów, 10 kościołów, 6 banków. Projektował też budynki szkolne, takie jak np.: Biblioteka na Parsons College w Fairfield, Iowa; Science Building dla Ripon College w Ripon, Wisconsin; Sociology Building na University of Danville w Danville, Illinois oraz Kaplicę Świętego Graala dla University of Chicago w Chicago, Illinois. Projektował też budynki mieszkalne w Hyde Parku w Chicago, a także wielu kompleksów mieszkaniowych w Chicago, jak np. Parkway Garden Homes.
Jest znany jako wynalazca bryczek motorowych, określanych jako high wheeler, których właściwości trakcyjne były wysoko cenione na ówczesnych złych drogach. Nabywszy na przełomie XIX i XX wieku dwa automobile, uznał je za niewystarczająco dobrze poruszające się na błotnistych traktach Ameryki, w związku z czym zaprojektował pojazd, na który złożył 31 lipca 1901 zgłoszenie patentowe. Zaprojektował też kilka gaźników i szereg innych usprawnień technicznych, skupiając się głównie na poprawie właściwości jezdnych pojazdów. W latach 1901–1910 prowadził Holsman Automobile Company of Chicago, które było liderem w swojej branży.